# نصرآباد (صالح‌آباد)
نصرآباد، روستایی از توابع دهستان جنت آباد بخش صالح‌آباد شهرستان تربت جام در استان خراسان رضوی ایران است.

## جمعیت
بر پایه سرشماری عمومی نفوس و مسکن در سال ۱۳۹۵ جمعیت این روستا ۱۳۲ نفر (در ۳۷ خانوار) بوده است.